# Theodor von Mopsuestia
Theodor von Mopsuestia (* um 352 in Antiochia am Orontes; † 428 in Mopsuestia) war ein christlicher Theologe der antiochenischen Schule und Bischof der Stadt Mopsuestia (heute Yakapınar bei Adana) in Kilikien. Theodor war der bekannteste Bibelausleger seiner Zeit. In der Assyrischen Kirche des Ostens wird er als Heiliger verehrt.

## Leben
Theodor von Mopsuestia stammte aus einer wohlhabenden christlichen Familie, die ihm eine sehr gute Ausbildung ermöglichte. Er studierte bei dem Rhetor Libanios und anschließend im Asketerion des Diodoros von Tarsos. Dabei handelte es sich um eine Kommunität in der Nähe von Antiochia, aus der die Antiochenische Exegetenschule hervorging, mit den gemeinsamen Kennzeichen: Bevorzugung der grammatisch-historischen und typologischen Bibelauslegung gegenüber der Allegorese und Unterscheidung zweier Naturen in Jesus Christus.
Aus dieser Zeit datiert die Freundschaft mit Johannes Chrysostomos. Zeitweise war Theodor unentschieden, ob er heiraten oder ehelos als Asket leben sollte; unter Chrysostomos’ Einfluss entschied er sich für letzteres. Bischof Flavianus von Antiochia weihte Theodor im Jahr 383 zum Priester. Er trat mit Streitschriften gegen Eunomius und Apollinaris von Laodicea hervor. Im Jahre 392 wurde er als Nachfolger des Olympius Bischof der Stadt Mopsuestia in Kilikien. Als Bischof engagierte er sich für die Beilegung der pneumatomachischen Streitigkeiten und begründete in seinen Schriften die Gottheit des Heiligen Geistes.
Theodor nahm Julianus von Eclanum als Gast auf und bezog im Pelagianischen Streit zunächst für ihn Position (420). Er revidierte dies aber nach der Abreise des Julianus und verurteilte ihn auf einer Provinzsynode als Häretiker. Theodor starb 428 als geachteter Kirchenlehrer, sein Nachfolger als Bischof von Mopsuestia war Meletios von Lykopolis.

## Dogmatik
Theodor leistete einen Beitrag zur Trinitätslehre, indem er die Gottheit des heiligen Geistes begründete. Seine Zeit war vor allem durch christologische Diskussionen geprägt, in denen Theodor eine symmetrische Christologie vertrat. Göttliche und menschliche Seinsweise Christi sind demnach „in perfekter Korrelation.“ Der göttliche Logos wohnt im Menschen Christus. Beide sind vereint im „Antlitz“ bzw. in der „Person“ (altgriechisch πρόσωπον prósōpon) des Christus und werden so gemeinsam als Sohn Gottes angebetet. Als Mensch ist Christus der „neue Adam“; die Stationen seiner Biografie zeigen den Weg der Erlösung auf, an dem der einzelne Christ durch Sakramente, Glauben und Heiligung Anteil gewinnt. Die neue Welt ohne Sünde, Gesetz und Tod ist für Christen sowohl Zukunftshoffnung als auch gegenwärtige Erfahrung.
Ebenso wie Gregorius, Basilios und Diodoros von Tarsos vertrat Theodor von Mopsuestia die Lehre von der Apokatastasis panton.

## Exegese
Theodor war der bedeutendste Bibelausleger der Antiochenischen Schule. Da er die Allegorese ablehnte, kam er vielfach zu Deutungen, die aus heutiger exegetischer Sicht sachgerechter sind. Beispiele:
- Als einzigem Autor der Alten Kirche fiel ihm auf, dass der Ijob der Rahmenerzählung ein anderer ist als in der Ijobdichtung. Theodor verglich diesen mittleren Buchteil (mit den Reden Ijobs und seiner Freunde) mit den griechischen Dramen und vermutete, dass ein griechisch gebildeter Jude diese Dichtung verfasst habe.[6]
- Theodor verstand das Hohelied als eine profane Liebesdichtung. „Mit dieser Auffassung fand er jedoch nicht einmal in der eigenen Schule überall Zustimmung. Heute gibt es kaum noch einen Exegeten, der anderer Auffassung wäre.“[7] (Marius Reiser)

Rudolf Bultmann verfasste seine Habilitationsschrift über die Exegese des Theodor von Mopsuestia (1912). Er würdigte bei Theodor, dass dieser die biblischen Schriften „mit Bewußtsein rein historisch verstehen“ wollte und sich sensibel in die historische und psychologische Situation der Verfasser hineindenken konnte. Bultmann meinte, Theodors Exegese sei ganz davon bestimmt, die Bibel zu verstehen, und nicht von dogmatischen oder praktischen Interessen. „Dabei verfährt Theodor ganz als Historiker, und nicht nur sein Verfahren, sondern auch seine Resultate muten dabei oft ganz modern an.“

## Schriften
Von seinen zahlreichen Schriften sind nur wenige erhalten, eine Folge seiner Verurteilung im Dreikapitelstreit. Ein Katalog der Schriften findet sich in der Chronik von Seert. Vollständig überliefert sind:
- ein Kommentar zum Zwölfprophetenbuch (das einzige im griechischen Original erhaltene Werk Theodors),[10]
- der Kommentar zu Paulusbriefen, in lateinischer Übersetzung, Brief an die Galater, Cambridge 1880–1882,
- 16 Predigten (in syrischer Übersetzung), 1932/33 erstmals veröffentlicht,
- Disputation mit den Makedoniern (in syrischer Übersetzung).

Folgende Schriften gelten als verloren:
- Buch der Perlen,
- Abhandlung über persische Magie,
- Gegen die Verteidiger der Erbsünde.

Die übrigen Schriften sind fragmentarisch erhalten, teils bei seinen Anhängern, teils bei den Gegnern; welche Textfassung authentischer ist, ist umstritten. Um Theodors Theologie kennenzulernen, eignen sich die 16 syrischen Predigten, in denen er ein syrisch-antiochenisches Glaubensbekenntnis, das Vaterunser und die Sakramente für Taufbewerber erläuterte.

## Theodor von Mopsuestia zugeschriebene Anaphora
Unter Theodors Schülern befand sich der Patriarch Mar Aba I. (540–552), der auch an der Schule von Nisibis lehrte. Er soll ein eucharistisches Hochgebet Theodors ins Syrische übersetzt haben. Die im Ostsyrischen Ritus verwendete „Anaphora des Theodor von Mopsuestia“ (bei den chaldäischen Katholiken „Zweite Anaphora“ genannt) ist eine originalsyrische Komposition, trägt den Namen des Autors und Übersetzers daher zu Unrecht.

## Rezeptionsgeschichte
Die nestorianischen Streitigkeiten begannen im Todesjahr des Theodor von Mopsuestia, er hatte also selbst keinen Anteil daran. Nestorius hatte als neuer Patriarch von Konstantinopel den Titel Mariens als Gottesgebärerin in Frage gestellt und damit die volkstümliche Marienfrömmigkeit angegriffen. Auf dem Konzil von Ephesos 431 wurde er als Häretiker verdammt. Daraufhin strebten die Gegner der Antiochenischen Schule danach, auch Theodor von Mopsuestia als deren bedeutendsten Theologen verurteilen zu lassen. Hierbei taten sich besonders Kyrill von Alexandria, Rabbula von Edessa und der afrikanische Antipelagianer und Antinestorianer Marius Mercator hervor. Sie hatten keinen Erfolg, denn die Pietät der Zeitgenossen gegenüber dem verstorbenen und von vielen verehrten Theodor überwog.
Nach dem Konzil von Chalcedon 451 war die Autorität Theodors bis 544 unangefochten. Hintergrund des Dreikapitelstreits war, dass Kaiser Justinian I. Teile der Bevölkerung und des Mönchtums (nicht der kirchlichen Hierarchie) in Syrien und Ägypten, die eine Art monophysitische Gegenkirche lebten, für die Reichskirche zurückgewinnen wollte. Die Verurteilung der drei Antiochener Theologen Theodor von Mopsuestia, Theodoret und Ibas (Ihiba) von Edessa, die den Monophysiten besonders verhasst waren, war ein Entgegenkommen an diese Bevölkerungsgruppen. Ihre Verurteilung auf dem Zweiten Konzil von Konstantinopel 553 konnte aber die Entwicklung der dissidenten Monophysiten zu eigenen Nationalkirchen nicht aufhalten.
Auf dem Gebiet des Sassanidenreichs wurde diese Entwicklung nicht mitvollzogen. Auf dem Konzil von Seleukia-Ktesiphon hatte sich hier 410 eine eigenständige Kirche konstituiert, die Synode von Markabta 424 kappte die Verbindung zum Patriarchat von Antiochia und damit die letzte Verbindung zur Kirche im Römischen Reich. Nachdem der Metropolitensitz von Edessa monophysitisch geprägt war, zogen sich viele Anhänger der Antiochenischen Schule ins Sassanidenreich zurück. Barsauma, der Metropolit von Nisibis, veranlasste, dass Anhänger der Antiochenischen Schule im Sassanidenreich zu Bischöfen ernannt wurden. Auf den Synoden von Beth-Laphat (484) und Seleukia-Ktesiphon (486) nahm die persische Kirche die antiochenische Christologie an. Theodor von Mopsuestia wurde zum Kirchenvater dieser persischen Kirche, zwei Synoden 585 und 596 erklärten seine Theologie für normativ. Er erhielt den Ehrennamen mfašqânâ, „der Ausleger.“

## Forschungsgeschichte
Das Urteil europäischer Kirchengeschichtler über Theodor von Mopsuestia war bis ins 20. Jahrhundert dadurch geprägt, dass er fast nur durch Zitate bekannt war, die seine Gegner gesammelt hatten, um ihn der Häresie zu überführen. So urteilte etwa Otto Bardenhewer, Theodor sei „einer jener unruhigen Geister, die, der eigenen Einsicht unbedingt vertrauend, eine gewisse Freude daran finden, die Marken der Väter zu verrücken.“ Entsprechend verheerend sei die Wirkungsgeschichte – er sei „der Nestorius von Nestorius gewesen, der Parteigänger des Pelagius und Leugner der Erbsünde, der Reformer und Verwüster des biblischen Kanons.“ Seit dem 19. Jahrhundert wurden dann mehr Texte Theodors bekannt. Kurzzeitig tauchte Theodors christologisches Hauptwerk De incarnatione in syrischer Übersetzung auf: der chaldäische Metropolit Addai Scher entdeckte es 1905. Aber 1922 wurde seine Bibliothek geplündert und das wertvolle Manuskript zerstört. 1932/33 veröffentlichte Alphonse Mingana die syrische Übersetzung von Theodors Taufkatechesen, die bis dahin als verschollen galten.
Aufgrund der neuen Textbasis diskutierten römisch-katholische Patristiker, ob die Verurteilung Theodors auf dem Zweiten Konzil von Konstantinopel überdacht werden müsste. Emile Ammann, Robert Devreesse, Marcel Richard und Paul Galtier erklärten Theodors Christologie für rechtgläubig, während Martin Jugie, Wilhelm de Vries und Francis Aloysius Sullivan den Vorwurf des Nestorianismus bestätigt sahen. Andere, darunter Alois Grillmeier, betonten, dass es anachronistisch sei, bei Theodor die Christologie von Chalcedon zu erwarten, die erst ausformuliert und für verbindlich erklärt wurde, als Theodor bereits verstorben war. Hubertus Drobner urteilt, Theodor von Mopsuestia sei ein „orthodoxer Theologe auf dem christologisch noch unausgereiften Entwicklungsstand seiner Zeit“ und kein Wegbereiter des Nestorianismus.
Seit den 1960er Jahren fand die Rechtgläubigkeit der Theologie Theodors dann weniger das Interesse der Forschung. Inzwischen hatten ökumenische Gespräche zwischen chalcedonensischen und nichtchalcedonensischen Kirchen das gegenseitige Verständnis vertieft. Neuere Studien zu Theodor von Mopsuestia betrachten seine Christologie nicht mehr isoliert, sondern im Kontext von Sakramentenlehre, Soteriologie und Liturgie. Luise Abramowski bot mit ihrer Studie Zur Theologie Theodors von Mopsuestia (1961) erstmals ein Gesamtbild von Theodors Werk. Peter Bruns legte 1995 unter dem Titel Den Menschen mit dem Himmel verbinden eine umfangreiche Darstellung der Theologie Theodors anhand seiner Taufkatechesen vor.